# Vedspegelbock
Vedspegelbock (Phymatodes testaceus) är en skalbagge i familjen långhorningar. Den är 16 till 18 millimeter lång. 